# John Green
John Michael Green, född 24 augusti 1977 i Indianapolis i Indiana, är en amerikansk författare samt vloggare på Youtube. Han är även en #1 bästsäljande författare på The New York Times Bestseller list. 2014 inkluderades John i TIME Magazines lista över världens 100 mest inflytelserika personer.

## Bakgrund
Green växte upp i Orlando i Florida innan han började på Indian Springs School, en internatskola utanför Birmingham, Alabama. Han utexaminerades från Kenyon College 2000 med en dubbel examen i engelska och religiösa studier. Hans första bok, Looking for Alaska, var till stor del inspirerad av hans tid på Indian Springs School.
Efter att ha lämnat college, tillbringade Green fem månader att arbeta som elevpräst på ett barnsjukhus, och var samtidigt inskriven vid University of Chicago Divinity School. Hans erfarenheter av att arbeta med barn med livshotande sjukdomar inspirerade honom att skriva The Fault in Our Stars.
Green bor för närvarande i Indianapolis med sin hustru Sara. Paret har två barn: Henry och Alice.[källa behövs]

## Vlogbrothers
Green har tillsammans med sin bror Hank Green startat Youtubekanalen Vlogbrothers. De startade kanalen 1 januari 2007 med målet att under ett år undvika att skriva till varandra och i stället föra dagliga videologgar. Allt eftersom tiden gick såg fler och fler på dessa videor och en subkultur växte fram. Anhängarna av Green-bröderna kallar sig Nerdfighters och har ett eget forum där de diskuterar allt från välgörenhet till Harry Potter-böckerna.
Efter att målet hade uppfyllts fortsatte bröderna att vlogga. Med tiden har de skapat fler kanaler, bland annat Crash Course med utbildningsvideor om humaniora och naturvetenskap, och Mental Floss med listor av trivia.

## Podcasts

### Dear Hank & John
I juni 2015 släppte Green för första gången podcasten "Dear Hank & John" som han har tillsammans med sin bror, Hank Green. Podcasten går ut på att de tillsammans besvarar frågor och ger råd till sina lyssnare som skickar in eventuella problem de har. Det släpps ett avsnitt i veckan.[källa behövs]

### The Anthropocene Reviewed
"The Anthropocene Reviewed", först släppt januari 2018, är en podcast där Green diskuterar olika ämnen som existerar på grund av mänskligheten eller som är en del av "Antropocen" varefter han betygsätter dessa fenomen på en femgradig betygsskala.[källa behövs]

### Noveller
- 2006 – "The Approximate Cost of Loving Caroline" i Twice Told: Original Stories Inspired by Original Artwork, redigerad av Scott Hunt
- 2007 – "The Great American Morp" i 21 Proms, redigerad av David Levithan and Daniel Ehrenhaft
- 2010 – "Freak the Geek" i Geektastic, redigerad av Holly Black och Cecil Castelluci
- 2011 – "Reasons" i What You Wish For